# Ulrich W. Thonemann
Ulrich W. Thonemann (* 16. Mai 1965 in Paderborn) ist ein deutscher Logistikwissenschaftler. Er ist Leiter des Seminars für Supply Chain Management und Management Science der Universität zu Köln.

## Leben
Thonemann studierte an verschiedenen Universitäten, er promovierte 1994 an der Stanford University, war Assistant Professor an der Stanford University, Managementberater bei McKinsey, Professor an der Westfälischen Wilhelms-Universität in Münster und ist zurzeit Professor an der Universität zu Köln. Außerdem ist er Präsident der Business School der Universität zu Köln und seit April 2019 Dekan der Wirtschaft- und Sozialwissenschaftlichen Fakultät der Universität zu Köln. 
Seit 2010 ist Thonemann Mitglied der Nordrhein-Westfälischen Akademie der Wissenschaften und der Künste.

## Werk
Thonemann hat in einer großen Reihe namhafter Fachzeitschriften publiziert, darunter in Management Science, in Operations Research, in IIE Transactions, in OR Spectrum, im European Journal of Operational Research und in Naval Research Logistics.